# Fehlanpassung
Fehlanpassung bezeichnet in der Hochfrequenztechnik den Fall, dass in einem Stromkreis zwei Impedanzen zur Erfüllung eines gegebenen Zieles nicht optimal zueinander passen (nicht optimale Impedanzanpassung).
Bei jeder Schnittstelle, egal ob digital oder analog, bildet der Ausgangswiderstand der Quelle mit dem Eingangswiderstand der Last eine Anpassungsdämpfung.

## Anpassungs-Ziele
Häufig ist das Ziel der Anpassung die Übertragung der maximal möglichen Wirkleistung oder die Unterdrückung von Reflexionen. Andere Ziele sind z. B. ein guter Wirkungsgrad der Energiequelle oder bestmögliches Signal-Rausch-Verhältnis am Ausgang eines Eingangsverstärkers.
Wird ein Anpassungsziel nicht perfekt erreicht, so spricht man bezüglich des angestrebten Optimums von Fehlanpassung. Z. B. vermindert Fehlanpassung zwischen Sender, Zuleitung und Antenne die abgestrahlte Leistung. Als Maß für die Fehlanpassung betreffs eines Zieles lassen sich Koeffizienten angeben, z. B. auf Leitungen der Reflexionskoeffizient.
Fast nie lassen sich mehrere wünschenswerten Ziele zugleich perfekt optimieren, erst recht nicht bei Frequenzen, die von der Resonanz erheblich abweichen. Dann kommt es auf einen guten Kompromiss an. Ein solcher ist z. B. eine vertretbar geringe Fehlanpassung bei einer Frequenz zugunsten einer insgesamt verbesserten Anpassung über einen gewünschten Frequenzbereich (Bandbreite).

## Folgen
Folgen einer Fehlanpassung können sein:
- Leistungsverlust oder sogar Zerstörung von HF-Sendern durch reflektierte Leistung
- Verluste bei der Signalübertragung zwischen Antenne und Empfänger
- Verzerrungen des Frequenzganges einer Kabelverbindung
- Laufzeit- und Datenfehler bei Digitalkabeln durch veränderte Flanken und Mehrfachreflexionen
- schlechte Bildqualität bei Fernsehsignalen durch Frequenzgangfehler und Mehrfachreflexionen.

## Gegenmaßnahmen
Wenn die Wellenimpedanz nicht mit dem Abschlusswiderstand übereinstimmt, treten unerwünschte Impulsreflexionen auf. Der korrekte Wert des Abschlusswiderstandes wird durch Zeitbereichsreflektometrie ermittelt und kann durch einen Resonanztransformator korrigiert werden.
Auch Steckverbinder müssen bei hohen Frequenzen (Hochfrequenz) zur Vermeidung von Fehlanpassung und Stoßstellen eine mit dem Kabel übereinstimmende Wellenimpedanz haben. Im Fall einer Fehlanpassung kommt es auch hier zu störenden Reflexionen.

### Bei Lautsprechern
Besonders zu beachten ist der Dämpfungsfaktor für die Spannungsanpassung bei der Schnittstelle vom Endverstärker zum Lautsprecher. 
Niederfrequenz-Leistungsverstärker für Lautsprecher arbeiten nicht mit Leistungsanpassung, sondern mit Spannungsanpassung. Sie müssen möglichst geringe Quellimpedanzen von {\displaystyle R_{\text{i}}=0{,}1\,\Omega } und weniger haben, um die Eigenschwingungen der 4- bis 8-Ohm-Lautsprecher zu bedämpfen, besonders bei tiefen Frequenzen.